# Laterit

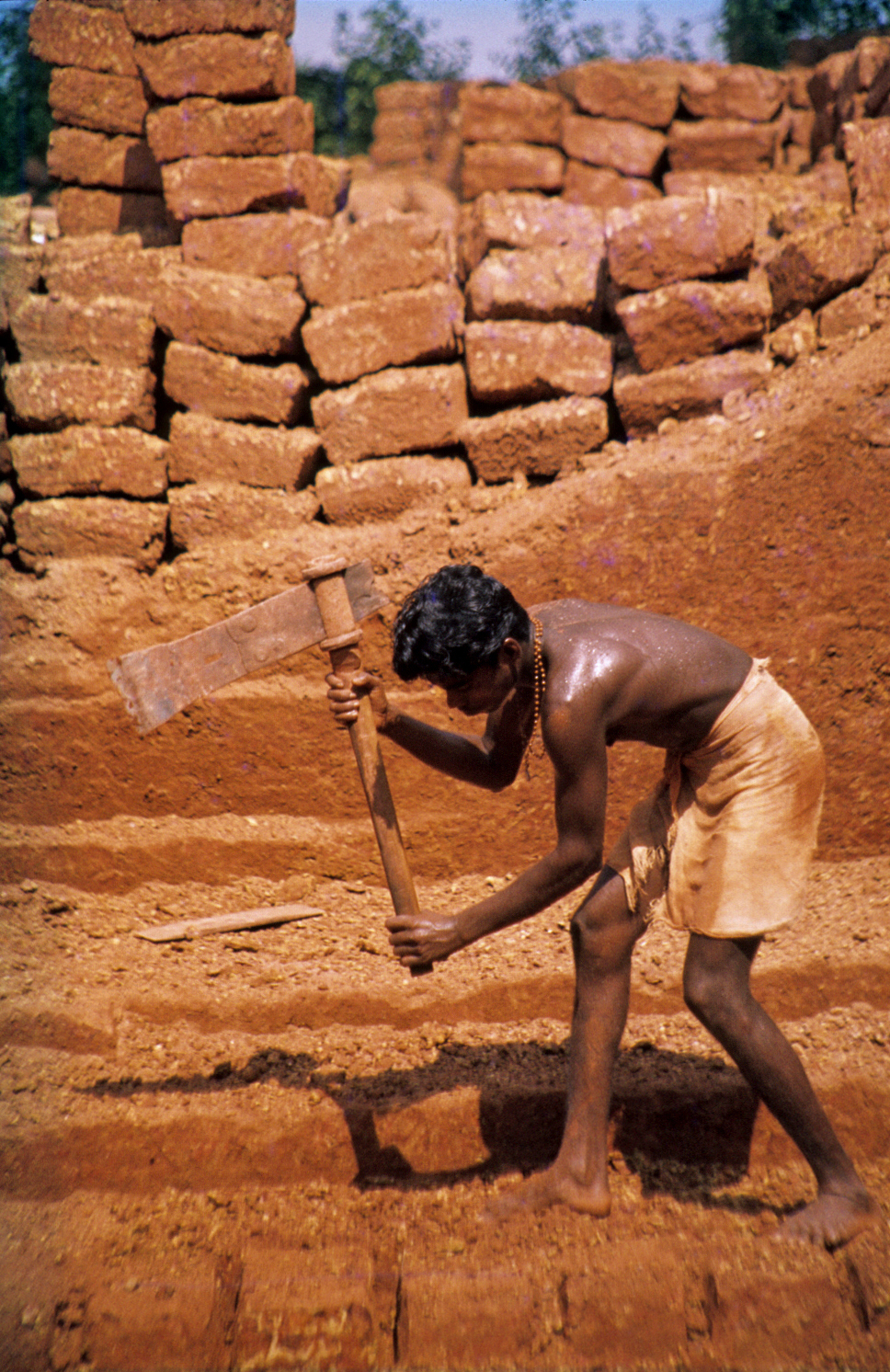
Abbau von Lateritsteinen, Angadipuram, Indien

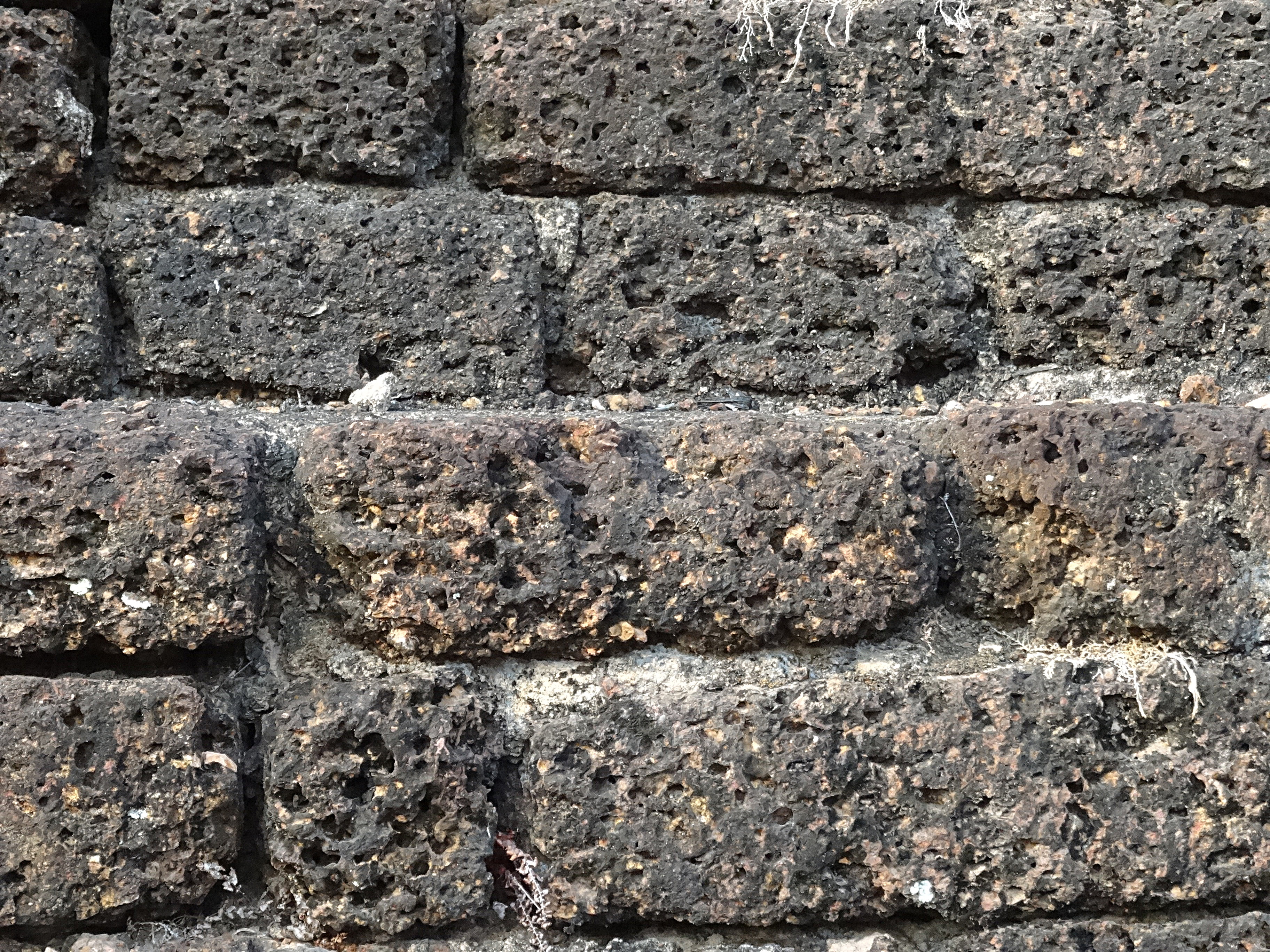
700 Jahre alte Laterit-Steine im Geschichtspark Sukhothai

Laterit (von lateinisch later „Ziegelstein“) ist ein in tropischen Gebieten häufig auftretendes Oberflächenprodukt, das durch intensive und lang anhaltende Verwitterung der zugrunde liegenden Gesteine entsteht. An der Luft getrockneter Laterit dient in manchen Gegenden der Erde als Baustoff. Ein sehr ähnliches Gestein mit niedrigerem Eisen/Hämatit-Gehalt wird als Bauxit bezeichnet, es gibt zwischen den beiden Gesteinen einen kontinuierlichen Übergang an möglichen chemischen Zusammensetzungen.

## Abgrenzung
In den Geowissenschaften werden nur die mineralogisch-chemisch am stärksten veränderten Verwitterungsprodukte als Laterit bezeichnet; die schwächer verwitterten, aber häufig ganz ähnlich aussehenden und in den Tropen und Subtropen am meisten verbreiteten Oberflächenbildungen hingegen als Saprolith. Beide Verwitterungsbildungen können als Rückstands- oder Residualgesteine klassifiziert werden.
In der Bodenkunde gibt es für Laterite eigene Bezeichnungen. Die internationale Bodenklassifikation World Reference Base for Soil Resources (WRB) nennt Böden mit Laterit Plinthosole. In der USDA Soil Taxonomy gehören sie überwiegend zu den Oxisolen.

## Entstehung und Zusammensetzung

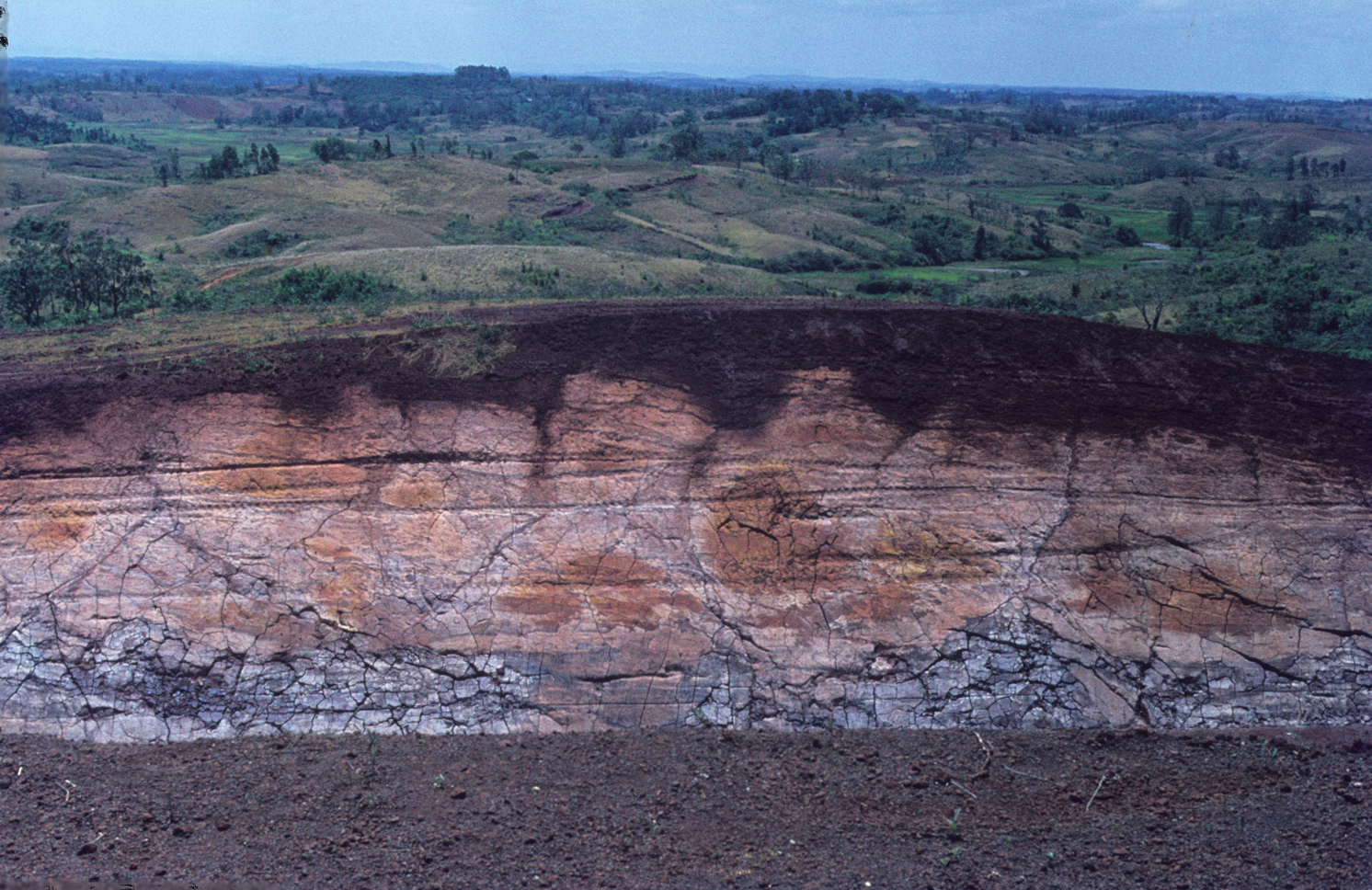
Verwitterung eines Basalt-Tuffs in Saprolith (gelb-weiß) und Laterit (dunkelbraun). Vangaindrano, Madagaskar

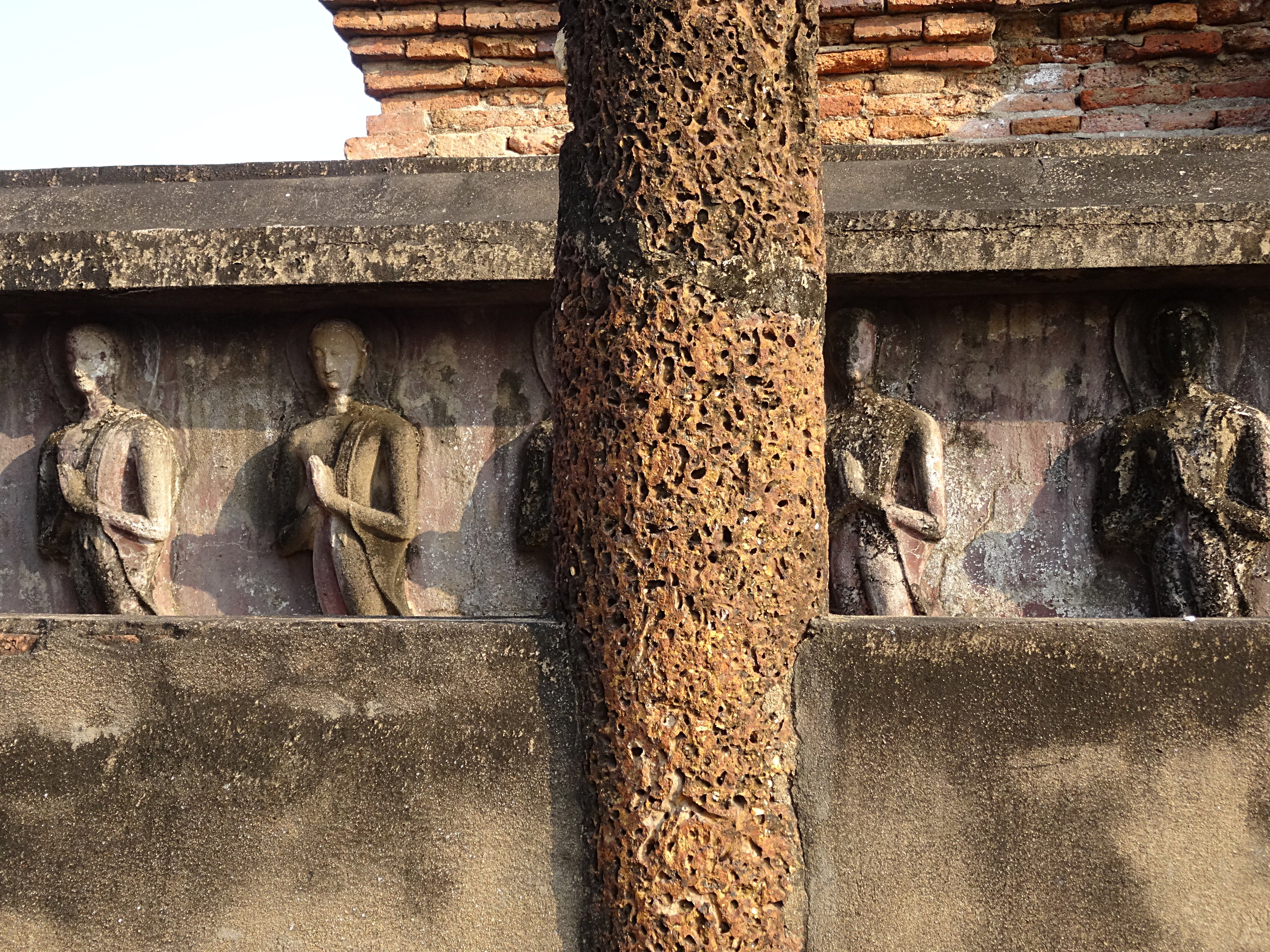
Widerstandsfähige Laterit-Säulen im Geschichtspark Sukhothai

Je nach Zusammensetzung des Ausgangsgesteins und Verwitterungsgrad sind Laterite entweder weich bis bröcklig oder hart und physikalisch widerstandsfähig.
Die Gesteine an der Erdoberfläche werden unter dem Einfluss der hohen Temperaturen und Niederschläge der Tropen tiefgründig zersetzt, wobei die in den Ausgangsgesteinen auftretenden Minerale weitgehend gelöst und Sande heraus gespült werden. Bei dieser chemischen Verwitterung wird ein hoher Anteil der leichter löslichen Elemente Natrium, Kalium, Calcium, Magnesium und Silicium (Kieselsäure) im durchsickernden Niederschlagswasser fortgeführt, wodurch es zu einer starken Rückstandsanreicherung der schwerer löslichen Elemente Eisen und Aluminium kommt (Ferralitisierung).
Laterite bestehen neben dem aus dem Ausgangsgestein stammenden, nur schwer löslichen Quarz vor allem aus den bei der Verwitterung neu gebildeten Mineralen Kaolinit, Goethit, Hämatit und Gibbsit (Hydrargillit). Die Eisenoxide Goethit und Hämatit bedingen die meist rotbraune Farbe der Laterite, welche zumeist nur wenige Meter mächtig sind, jedoch auch wesentlich höhere Mächtigkeiten erreichen können.

## Vorkommen
Laterite sind, über nahezu allen Gesteinsarten, in Gebieten entstanden, die kein starkes Relief aufweisen, sodass die Verwitterungsdecken erhalten blieben und nicht der Erosion zum Opfer fielen. Laterite sind in heutzutage nicht-tropischen Klimagebieten ein Produkt früherer geologischer Epochen.

## Lagerstätten in Lateriten

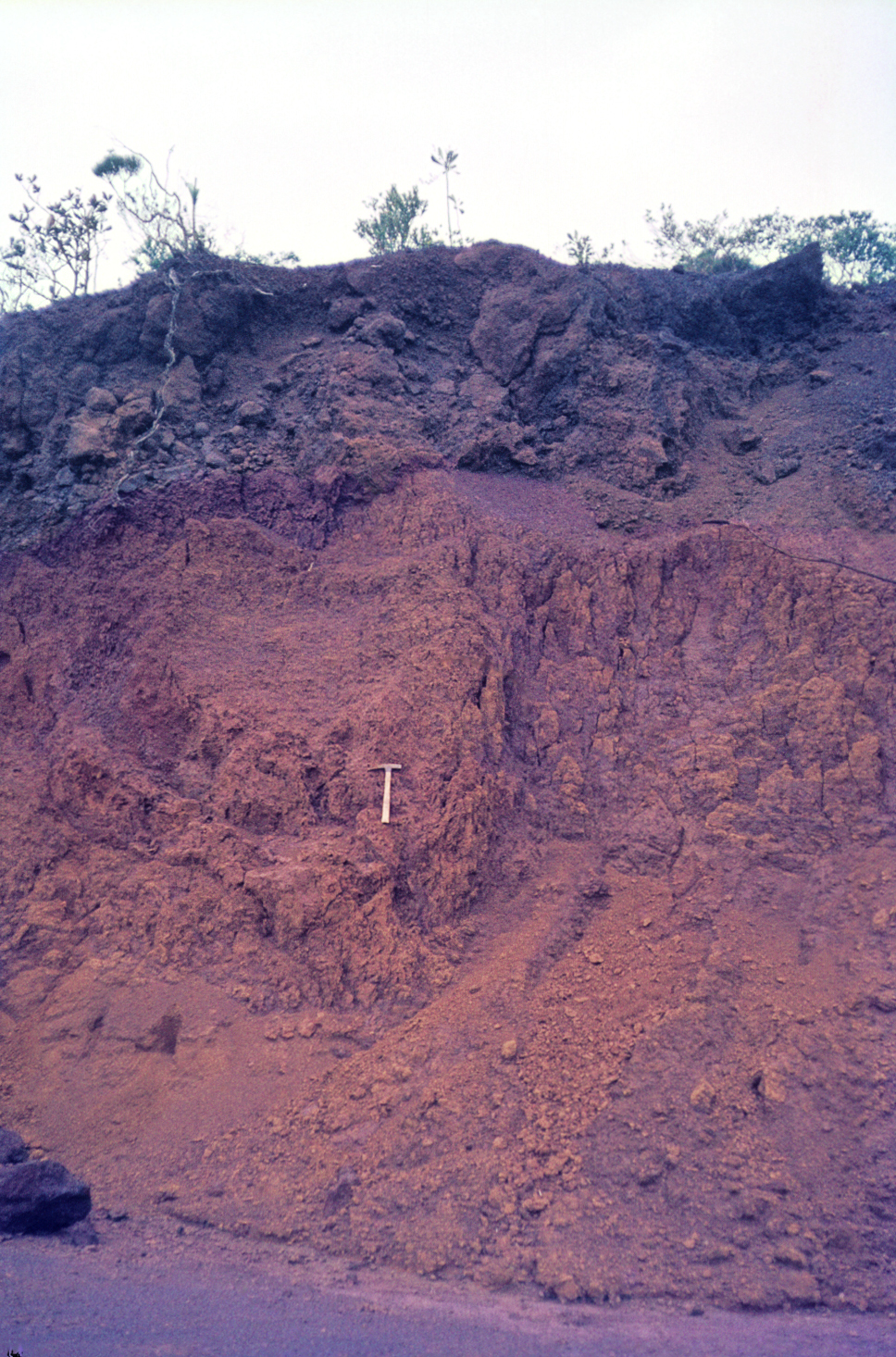
Nickelhaltiger Limonit unter lateritischer Kruste

Die Lateritisierung ist besonders bedeutsam für die Bildung lateritischer Lagerstätten. Bauxite sind aluminiumreiche Lateritvarietäten, die sich aus vielen Gesteinen bilden können, wenn die Drainage besonders intensiv ist. Das bewirkt eine sehr starke Entfernung von Silicium und eine entsprechend hohe Anreicherung von Aluminium insbesondere als Hydrargillit.
Die Lateritisierung ultramafischer Gesteine (Serpentinit, Dunit, Peridotit mit 0,2–0,3 % Ni) kann zu einer bedeutenden Nickelanreicherung führen. Zwei Arten lateritischer Nickelerze sind zu unterscheiden: Ein sehr eisenreiches Ni-Limonit-Erz an der Oberfläche enthält 1–2 % Nickel an Goethit gebunden, der infolge weitgehender Lösung von Silicium und Magnesium stark angereichert ist. Unterhalb dieser Zone steht in manchen Vorkommen Nickel-Silikat-Erz mit häufig mehr als 2 % Ni an, das in Silikaten, insbesondere Serpentin, gebunden ist. Darüber hinaus ist in Taschen und auf Klüften des Serpentinits grüner Garnierit in geringer Menge, aber mit sehr hohen Nickelgehalten zumeist 20–40 % ausgeschieden. Hierbei handelt es sich um ein Gemenge verschiedener Ni-reicher Schichtsilikate. Das gesamte in der Silikat-Zone vorliegende Nickel wurde aus der überlagernden Goethit-Zone gelöst und deszendent verlagert. Die Abwesenheit der Goethit-Zone ist auf Erosion zurückzuführen.

## Geschichte
In Indien und den südostasiatischen Ländern dient Laterit seit jeher als Baustoff. So wurden beispielsweise die bekannten Tempelanlagen im thailändischen Sukhothai und im kambodschanischen Angkor aus Lateritsteinen errichtet.
Francis Buchanan-Hamilton beschrieb als erster das Material in seinem Reisebericht aus Madras und den umgebenden Ländern. Abgeleitet vom lateinische Wort later „Ziegelstein“ schlug er für das Material den Namen Laterit vor. Diese Benennung wurde schnell von der englischen Literatur übernommen und fand weltweite Verbreitung.
Die ghanaische Architektin Alero Olympio war eine Pionierin im Bau mit Laterit, welches in Ghana vorwiegend im Straßenbau Verwendung findet. Sie verwendete hydraulisch vor Ort gepresste Lateritsteine für ihre Bauten, mit dem Ziel der Vermeidung von Materialimporten.

## Abbau und Verwendung
Der Abbau von Laterit erfolgt von Hand oder mit Hilfe von Maschinen in Steinbrüchen. Die so gewonnenen Lateritsteine eignen sich aufgrund ihrer Festigkeit zum Bau von Wänden und Decken. Härtere Laterite werden in gebrochener Form auch für den Bau von Straßen (sog. Lateritpisten) verwendet.
Auch wird Lateritkies gern in Aquarien eingesetzt, wo er das Wachstum tropischer Pflanzen günstig beeinflussen soll.

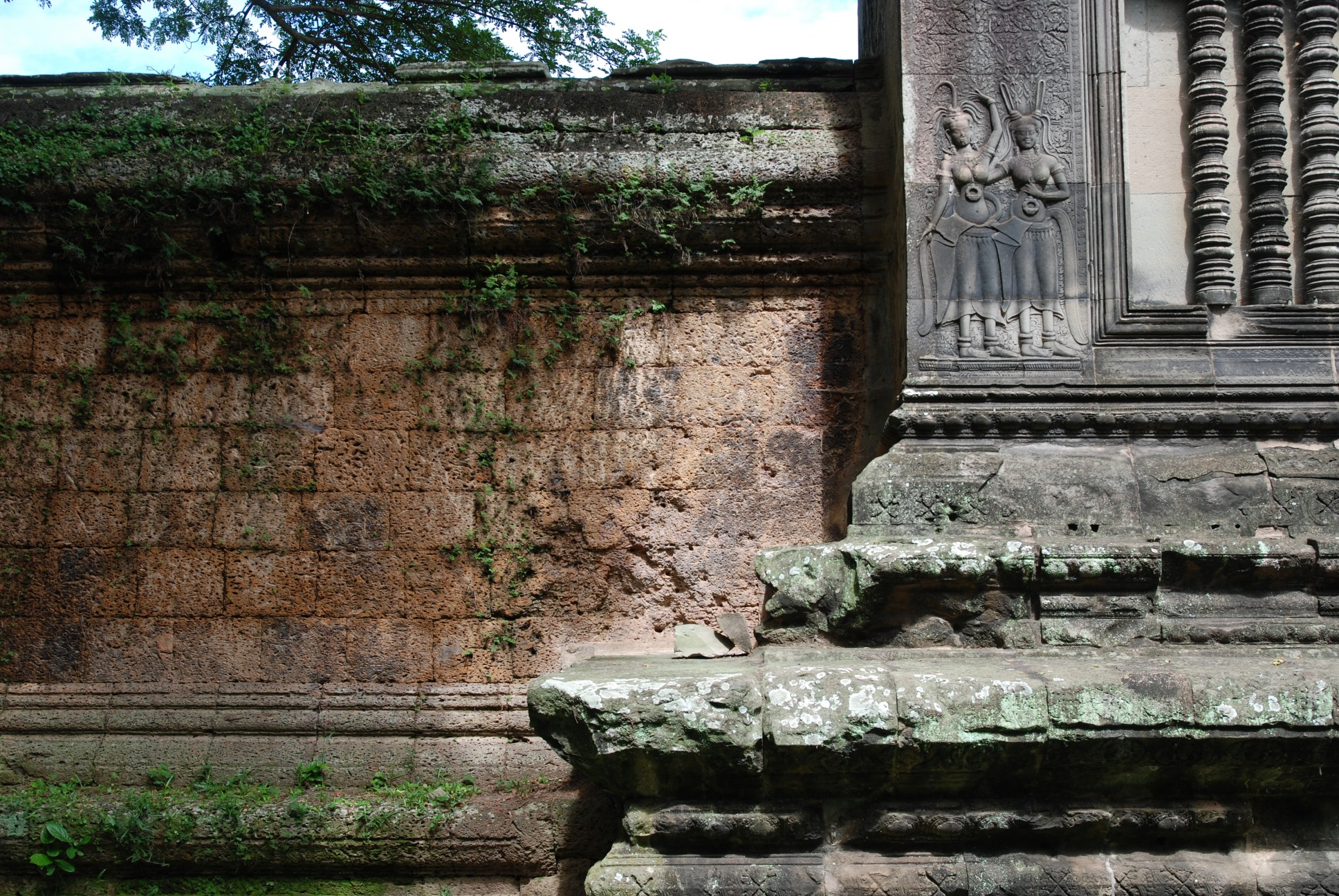
Laterit-Mauer (links) in Angkor Wat
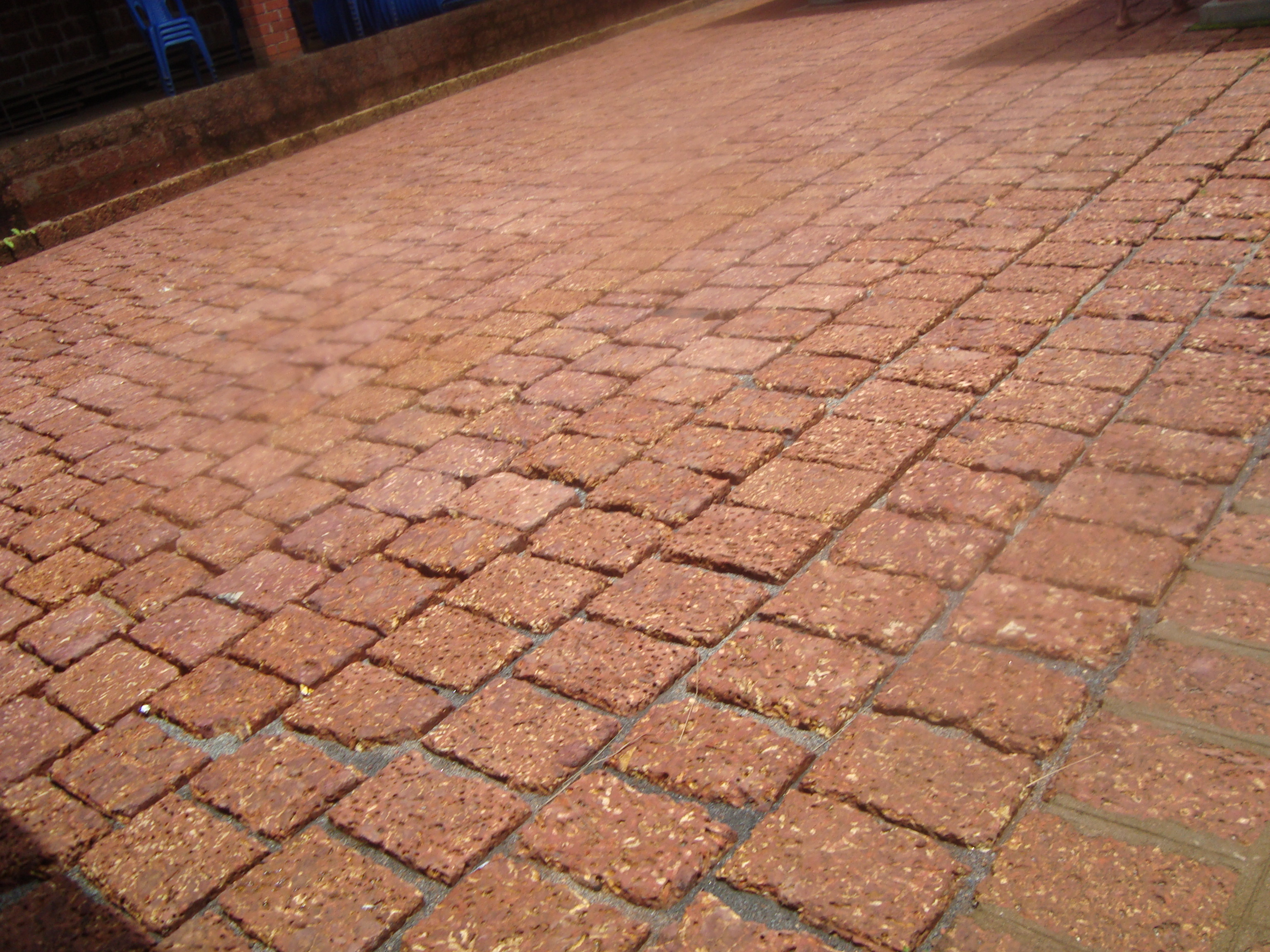
Boden im Adukkath Bhagavathi Temple, Kerala, Indien
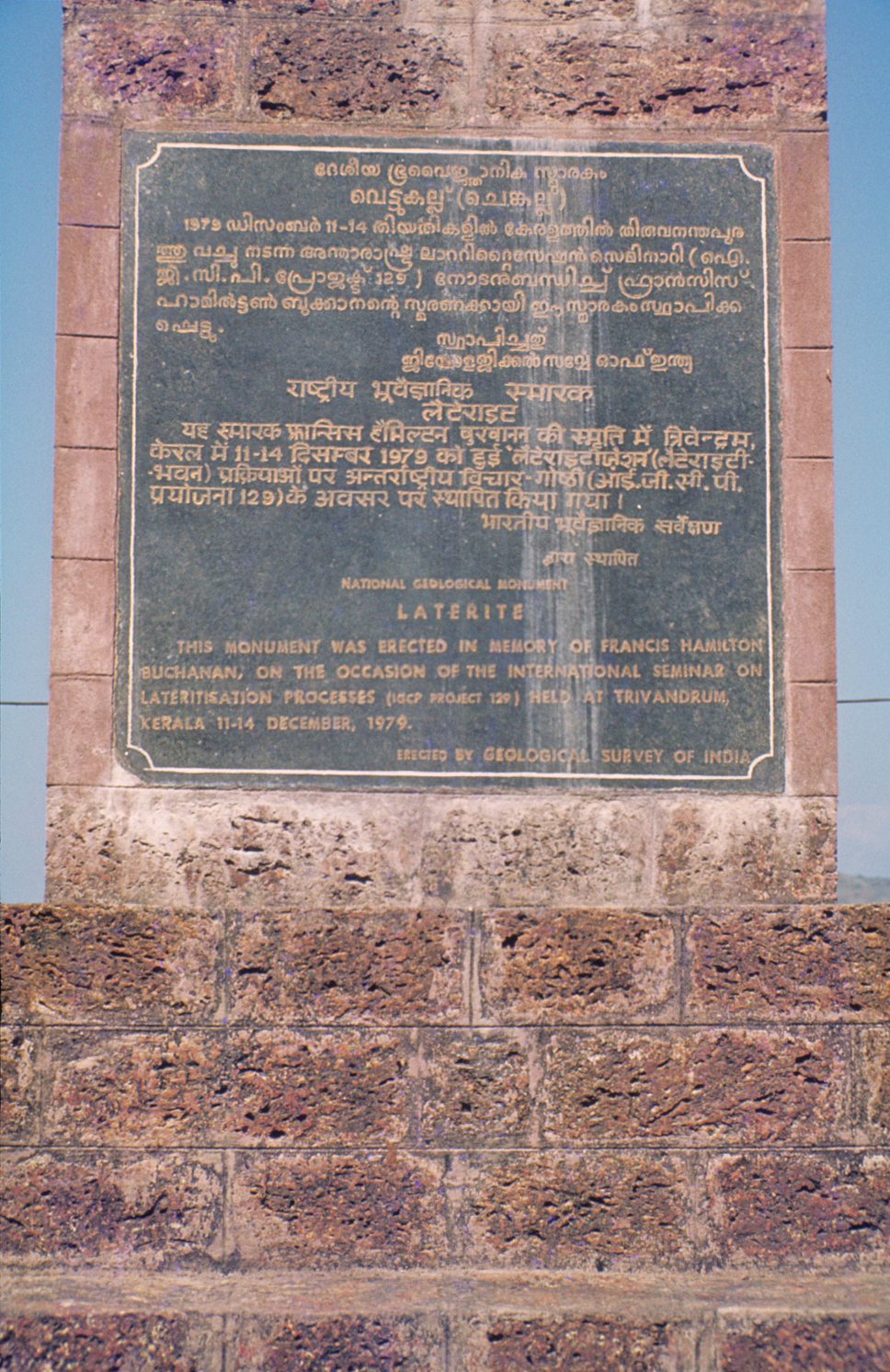
Laterit-Monument zu Ehren von Francis Buchanan-Hamilton, Thiruvananthapuram, Kerala, Indien
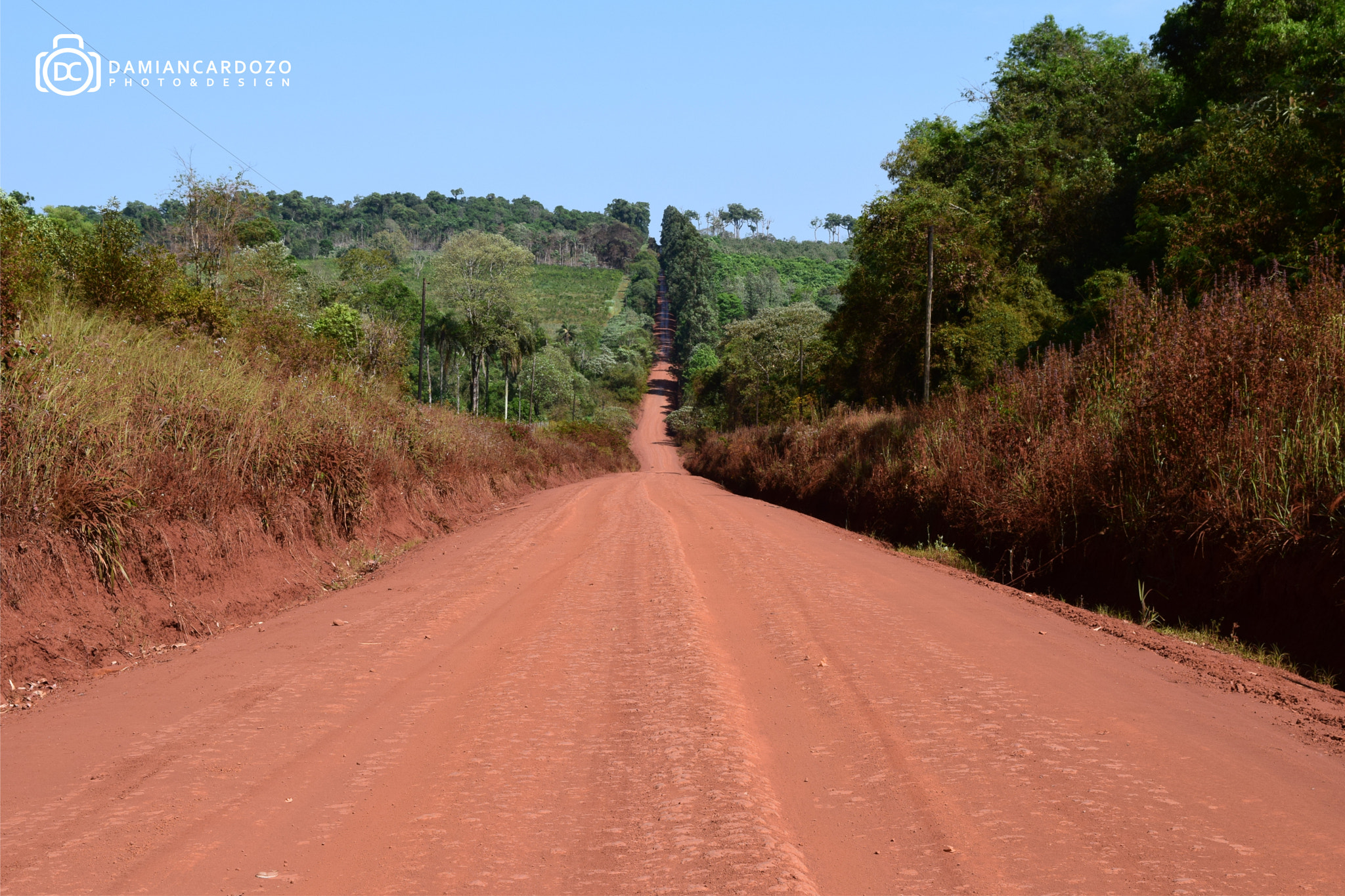
Straße in der Provinz Misiones, Argentinien
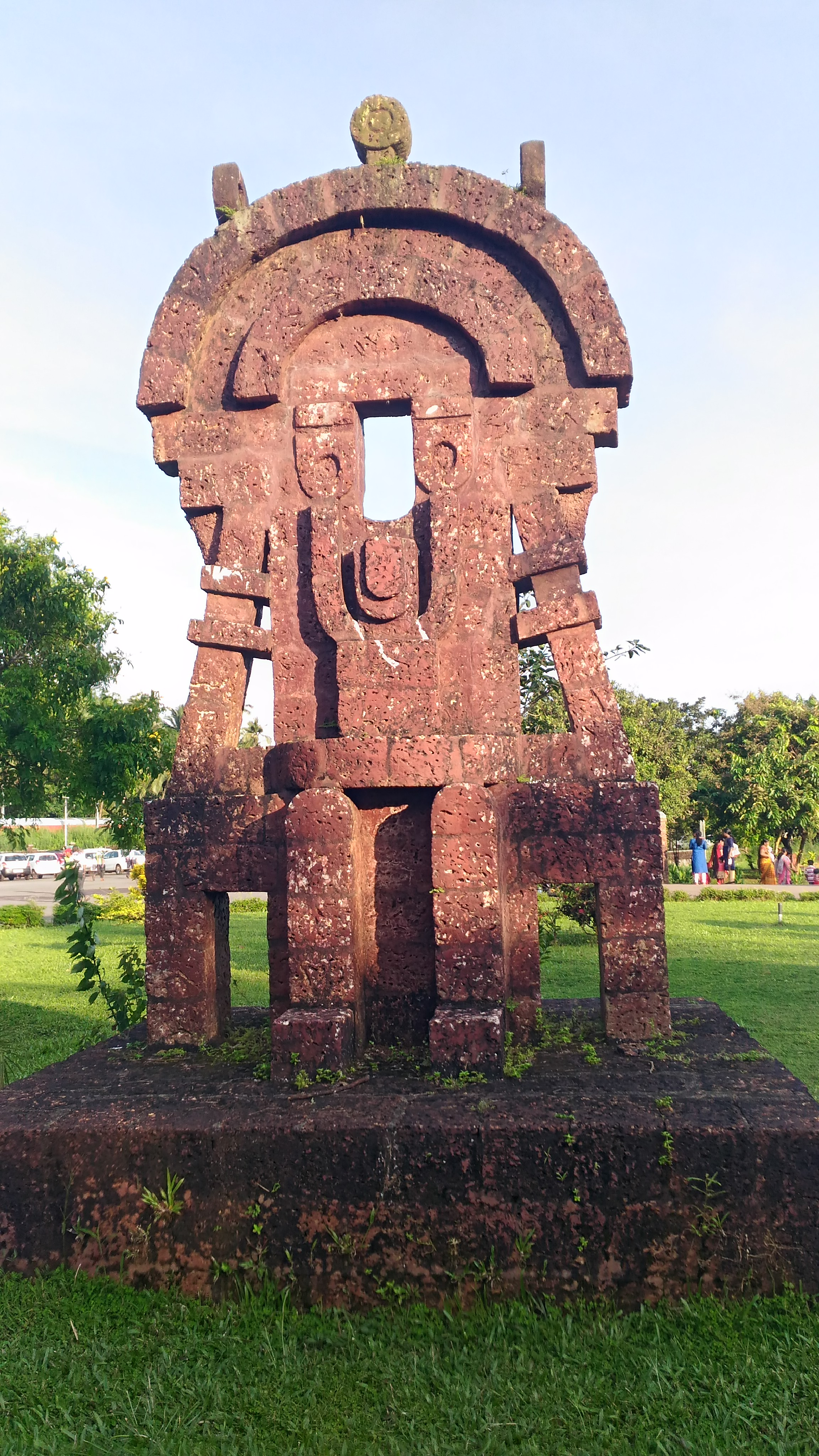
Laterit-Figur beim Dorf Pallikkara, Bekal, Kerala, Indien